# Selección masculina de rugby 7 de Portugal
La selección masculina de rugby 7 de Portugal es el equipo nacional de la modalidad de rugby 7 (7 jugadores) fiscalizado por la Federação Portuguesa de Rugby, a veces se denomina simplemente Lobos VII diferenciándolo del de la modalidad de 15 jugadores.

## Uniforme
Las selección de Portugal viste con camiseta roja como su bandera, los colores alternativos son el blanco y el verde.

## Palmarés
- Challenger Series (1): 2025
  - Seven de Ciudad del Cabo: 2025-II
  - Seven de Cracovia: 2025

- Rugby Europe Sevens Championship (8): 2002, 2003, 2004, 2005, 2006, 2008, 2010, 2011

## Participación en copas
| - Edimburgo 1993: no clasificó - Hong Kong 1997: 21..er puesto - Mar del Plata 2001: 18.º puesto - Hong Kong 2005: 10.º puesto - Dubái 2009: 11.º puesto - Moscú 2013: 13..er puesto - San Francisco 2018: no clasificó - Ciudad del Cabo 2022: 22.º puesto - European Sevens Championship 2002: Campeón - European Sevens Championship 2003: Campeón - European Sevens Championship 2004: Campeón - European Sevens Championship 2005: Campeón - European Sevens Championship 2006: Campeón - European Sevens Championship 2007: 6.º puesto - European Sevens Championship 2008: Campeón - European Sevens Championship 2009: 7.º puesto - European Sevens Championship 2010: Campeón - Sevens Grand Prix Series 2011: Campeón - Sevens Grand Prix Series 2012: 2.º puesto - Sevens Grand Prix Series 2013: 5.º puesto - Sevens Grand Prix Series 2014: 9.º puesto - Sevens Grand Prix Series 2015: 6.º puesto - Sevens Grand Prix Series 2016: 7.º puesto - Sevens Grand Prix Series 2017: 8.º puesto - Sevens Grand Prix Series 2018: 5.º puesto - Sevens Grand Prix Series 2019: 8.º puesto | - Serie Mundial 99-00: no participó - Serie Mundial 00-01: 14.º puesto (4 pts) - Serie Mundial 01-02: 16.º puesto (0 pts) - Serie Mundial 02-03: 20.º puesto (0 pts) - Serie Mundial 03-04: 15.º puesto (0 pts) - Serie Mundial 04-05: 13..eɽ puesto (2 pts) - Serie Mundial 05-06: 13..eɽ puesto (1 pt) - Serie Mundial 06-07: 15.º puesto (2 pts) - Serie Mundial 07-08: 14.º puesto (4 pts) - Serie Mundial 08-09: 12.º puesto (15 pts) - Serie Mundial 09-10: no participó - Serie Mundial 10-11: 13..eɽ puesto (8 pts) - Serie Mundial 11-12: 15º puesto (18 pts) - Serie Mundial 12-13: 14º puesto (35 pts) - Serie Mundial 13-14: 14º puesto (26 pts) - Serie Mundial 14-15: 14º puesto (28 pts) - Serie Mundial 15-16: 16º puesto (21 pts) - Serie Mundial 16-17: no participó - Serie Mundial 17-18: no participó - Serie Mundial 18-19: 20.º puesto (1 pts) - Kaohsiung 2009: 3..eɽ puesto - Challenger Series 2020: 12° puesto |